# Cu li chậm lùn
Cu li nhỏ (danh pháp khoa học: Nycticebus pygmaeus) là một loài cu li thuộc phân họ Cu li. Loài linh trưởng này sống ở các khu vực rừng lá rộng khô cận nhiệt đới và nhiệt đới ở Việt Nam, Lào, Trung Quốc và Campuchia. Khoảng 72.000 con sống trong hoang dã và khoảng 200 con đang bị nuôi nhốt.
Cu Li Chậm Lùn sống chủ yếu ở các khu rừng xanh rừng nguyên sinh hoặc rừng thứ sinh.
Thức ăn của chúng là các loài côn trùng, bọ cánh cứng, quả cây, lá nõn cây, trứng chim và chim non trong tổ... Chúng sống trong tất cả các sinh cảnh rừng, kể cả rừng tre nứa, đồi cây bụi…
Là động vật ăn đêm, ban ngày chúng cuộn tròn mình lại ngủ trong lùm cây. Chúng chủ yếu hoạt động kiếm ăn về đêm, ở rừng thưa quang thoáng, trên các gốc cây, bụi rậm ven rừng, trên nương rẫy.
Đặc điểm nhận dạng loài khỉ nhỏ đáng yêu này là lông mềm mại màu hung nâu xen kẽ ít lông trắng bạc. Dọc sống mũi có vết trắng. Dọc sống lưng có vết hoe đỏ thẫm. Bụng trắng vàng ánh bạc. Một con Nycticebus pygmaeus trưởng thành chỉ từ 19 – 23 cm, trọng lượng từ 377 gram đến 450gram.
Cơ quan sinh sản của Cu Li Chậm Lùn phát triển đầy đủ nhất khi con cái đủ 16 tháng, con đực 18 tháng. Thời gian mang thai của chúng thường kéo dài từ 184 đến 200 ngày. Lúc còn nhỏ, Cu Li Chậm Lùn con sẽ bám vào bụng mẹ. Sau sáu tháng, chúng sẽ cai sữa.
Tại Việt Nam, cu li nhỏ được xếp vào Danh mục các loài thực vật, động vật nghiêm cấm khai thác, sử dụng vì mục đích thương mại .

## Hình ảnh

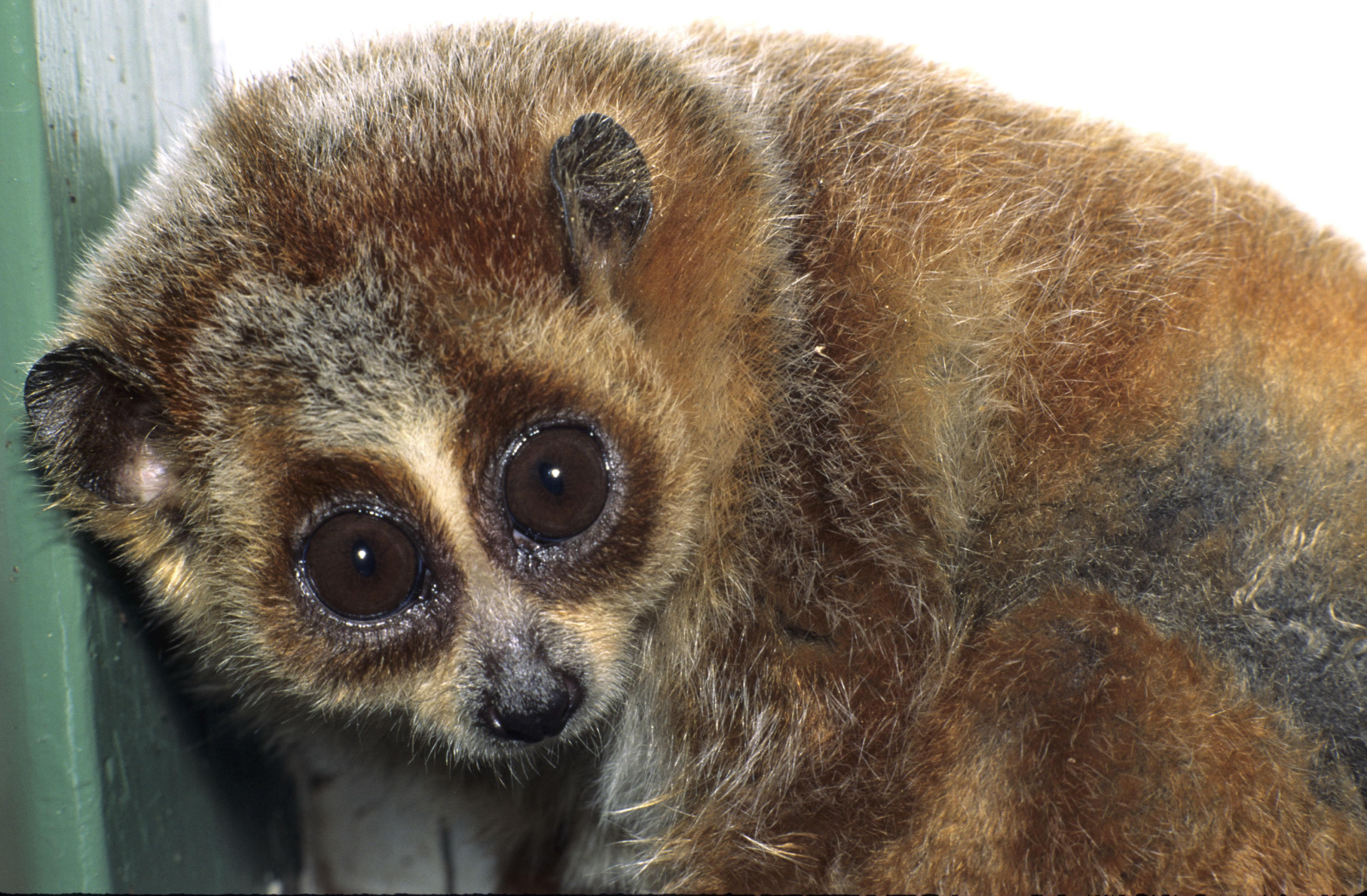
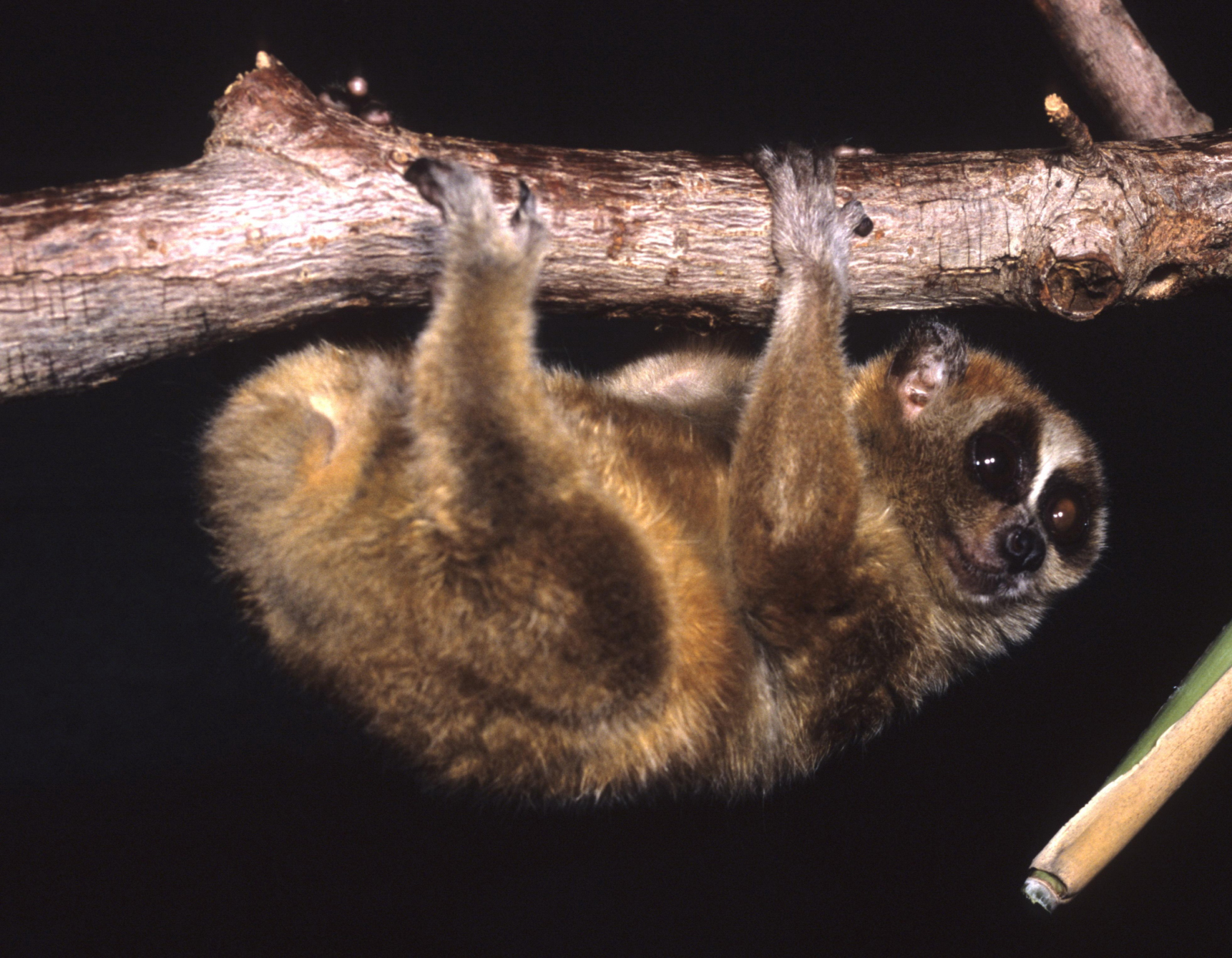
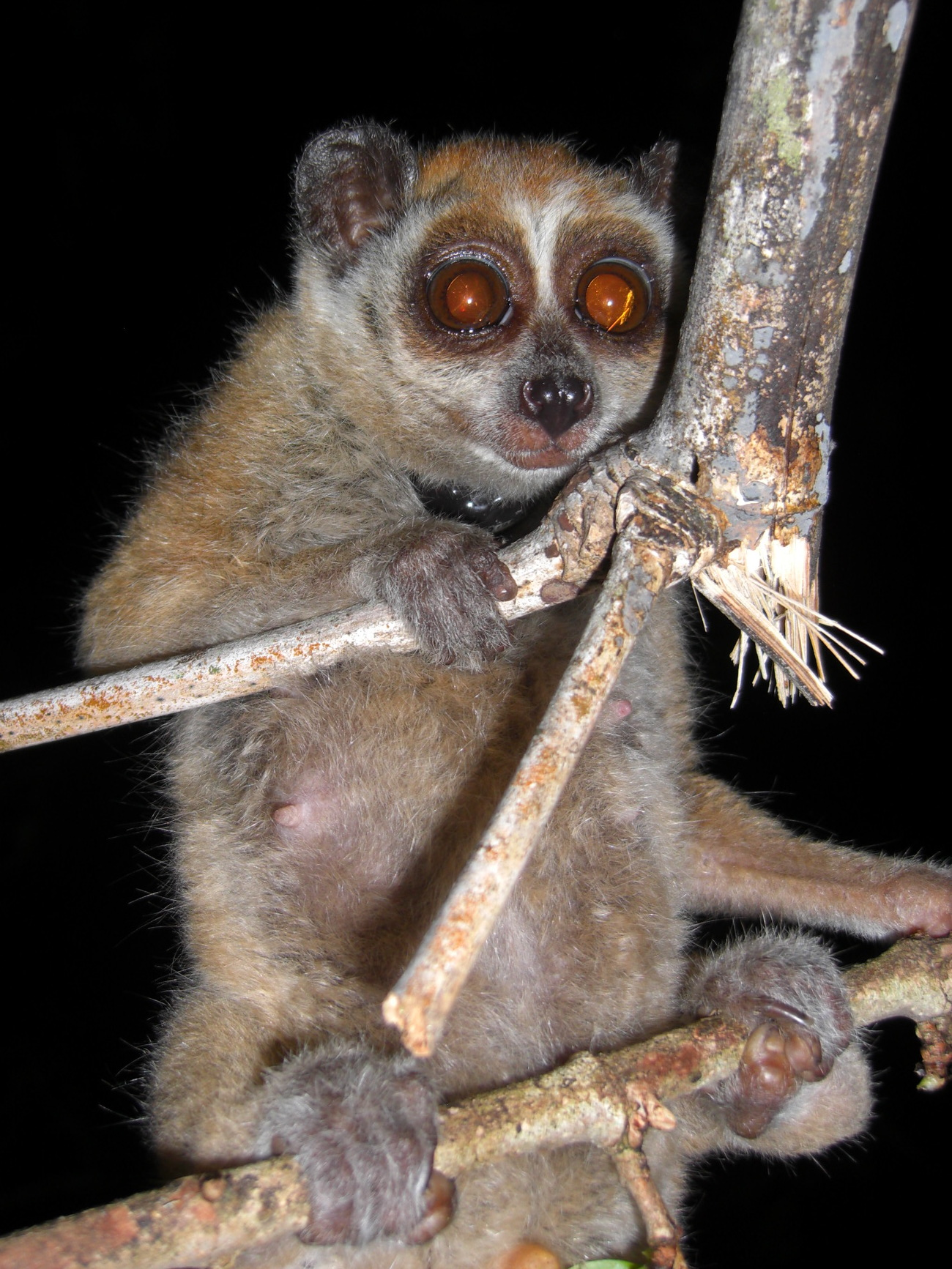
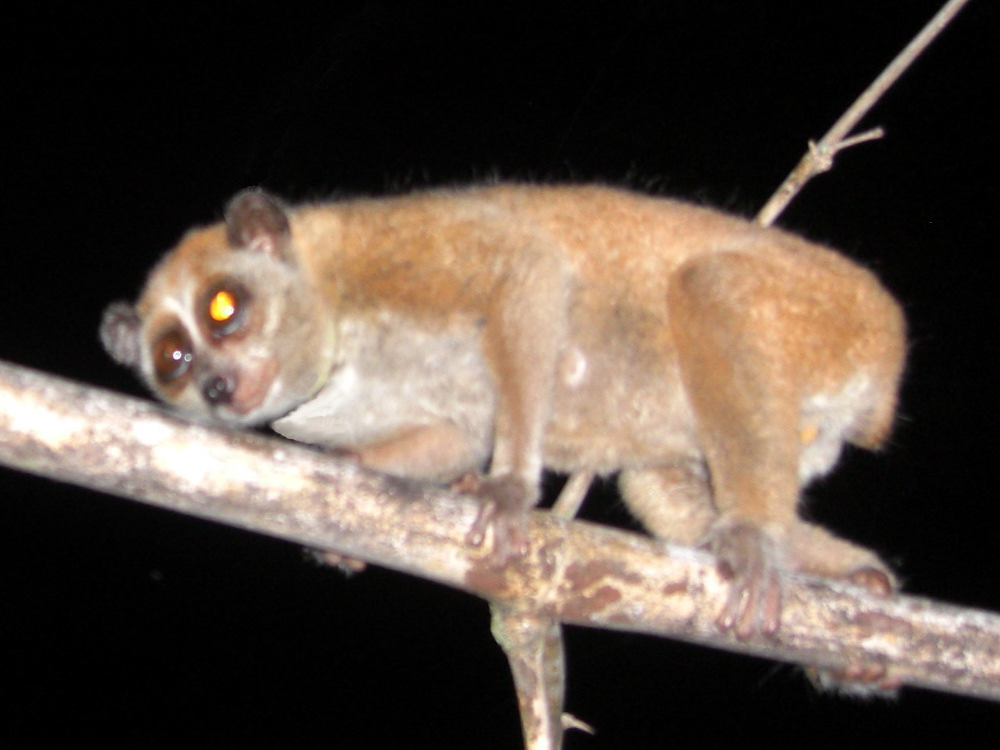
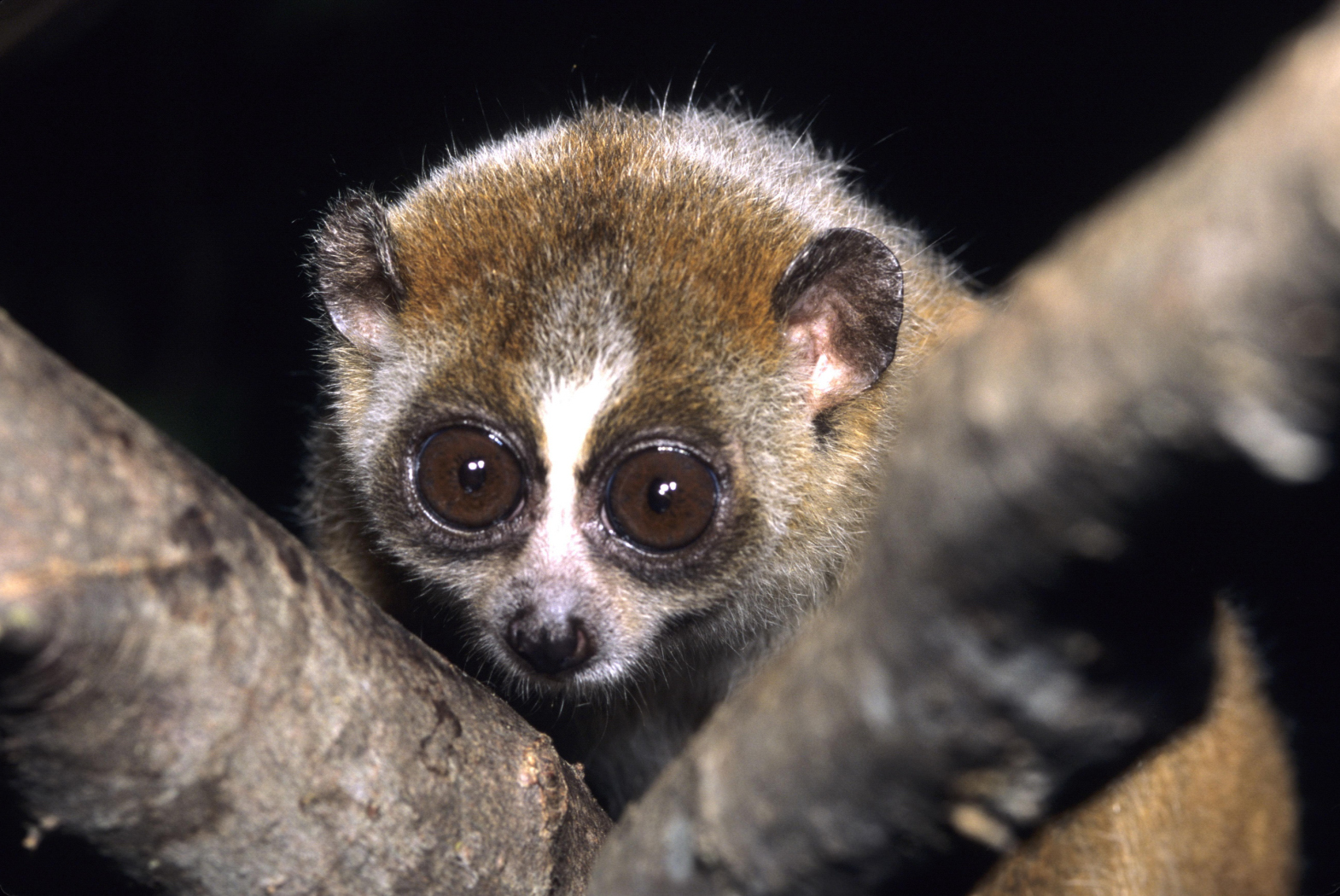